# Тангути

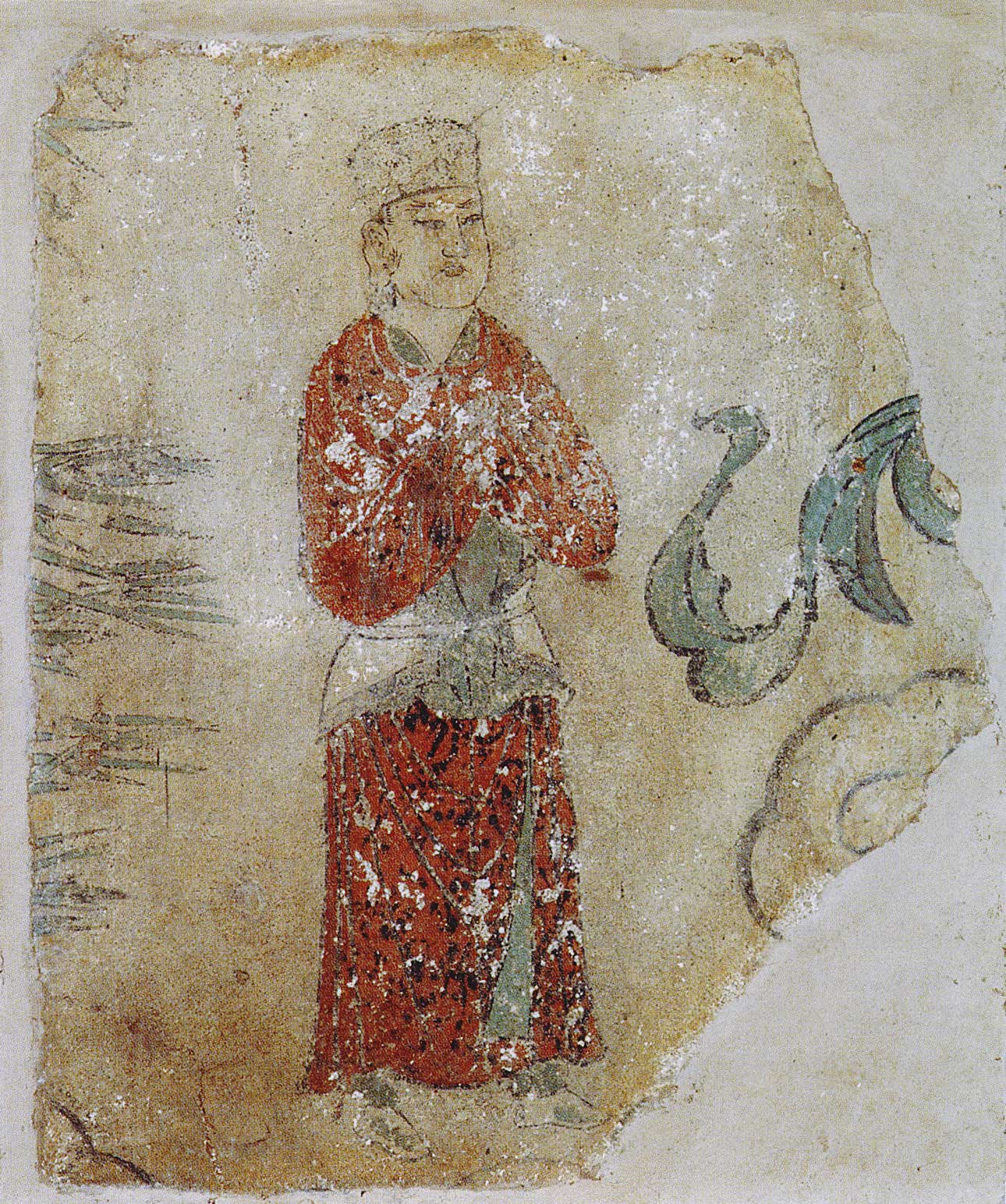
Тангут що молиться.

Танг, у множині Тангут (самоназва мінья) — народ тибето-бірманської групи, що розмовляв тангутською мовою. 982 року створили в північному Китаї (сьогоднішні провінції Ганьсу та Нінся) державу Сі Ся. Сповідували буддизм. 1227 року завойовані Чингісханом. До XVI століття тангути були ассимільовані китайцями, монголами і тибетцями.